# Christian Dahlke
Christian Dahlke (Hamburgo, 4 de enero de 1969) es un deportista alemán que compitió en remo. Ganó tres medallas en el Campeonato Mundial de Remo entre los años 1992 y 2003.

## Palmarés internacional
| Campeonato Mundial | Campeonato Mundial | Campeonato Mundial | Campeonato Mundial      |
| Año                | Lugar              | Medalla            | Prueba                  |
| ------------------ | ------------------ | ------------------ | ----------------------- |
| 1992               | Montreal (Canadá)  | Medalla de bronce  | Ocho con timonel ligero |
| 2002               | Sevilla (España)   | Medalla de plata   | Ocho con timonel ligero |
| 2003               | Milán (Italia)     | Medalla de oro     | Ocho con timonel ligero |